# Dariusz Kruczkowski
Dariusz Kruczkowski (ur. 4 maja 1975) – polski lekkoatleta, długodystansowiec.
Zawodnik Zawiszy Bydgoszcz jest 9-krotnym mistrzem Polski
- 6-krotnym na stadionie (1999 - bieg przełajowy ok. 4500 m, 2000 - bieg przełajowy ok. 4500 m, 2001 - bieg na 10 000 m, 2002 - bieg na 5000 m i bieg na 10 000 m oraz 2003 - bieg na 10 000 m.

- 3-krotnym w hali (1999, 2000 oraz 2001) zawsze w biegu na 3000 metrów.

Wielokrotnie reprezentował Polskę w zawodach międzynarodowych, był m.in. 8. podczas Młodzieżowych Mistrzostw Europy w Lekkoatletyce (Turku 1997).

## Rekordy życiowe
- bieg na 3000 m - 7:56.61 (2003)
- bieg na 5000 m - 13:44.58 (1997)
- bieg na 10 000 m - 28:41.06 (2001)
- półmaraton - 1:03:45 (2001)
- bieg maratoński - 2:14:09 (1999)
- bieg na 3000 m (hala) - 7:57.87 (2000)

## Bieżąca działalność
Do 2016 r., Dariusz Kruczkowski był reprezentantem i jednocześnie wiceprezesem klubu TS REGLE Szklarska Poręba.

Był również współorganizatorem biegu Wielka Pętla Izerska - półmaratonu górskiego położonego najwyżej w Polsce.

Obecnie jest trenerem w klubie "Karkonosz Running Team" oraz prowadzi fundację "Biegaj z Pasją".